# Banchogastra vitreipennis
Banchogastra vitreipennis är en stekelart som beskrevs av Perkins 1910. Banchogastra vitreipennis ingår i släktet Banchogastra och familjen brokparasitsteklar. Inga underarter finns listade.